# 강판 (야구)
강판이란 야구에서 투수가 정해진 이닝을 채우지 못한채 마운드에서 물러나는 것을 가리키는 단어이다. 보통 선발 투수가 정해진 이닝을 채우지 못하고 내려갔을 때 주로 사용되는 단어이다.

## 설명
주로 투수의 강판이 일어날 때는 그이닝에서 투수가 타자들에게 난타를 당할 때 일어난다. 이러한 강판이 일어난 경우에는 팀의 사기 저하가 일어나기도 쉽게 된다. 예시로 들자면 선발 투수가 승리 투수의 요건을 채우는 5이닝을 미쳐 채우지 못하고 타자들에게 난타를 당하여 내려가는 경우가 바로 이러한 강판의 예시가 된다. 강판이라는 단어가 주로 선발 투수가 정해진 이닝과 임무를 다하지 못하고 내려갈 때에 주로 쓰이는 단어지만 그외에 선발 투수가 아닌 구원 투수나 마무리 투수가 정해진 이닝이나 임무를 채우지 못하고 난타를 당해 내려갈 때에도 강판이란 용어가 사용된다.

## 같이 보기
- 투수
- 야구